# 19119 Dimpna
19119 Dimpna è un asteroide della fascia principale. Scoperto nel 1981, presenta un'orbita caratterizzata da un semiasse maggiore pari a 2,4161146 UA e da un'eccentricità di 0,2316025, inclinata di 3,76922° rispetto all'eclittica.